# 37.ª Brigada de Fuzileiros Navais (Ucrânia)

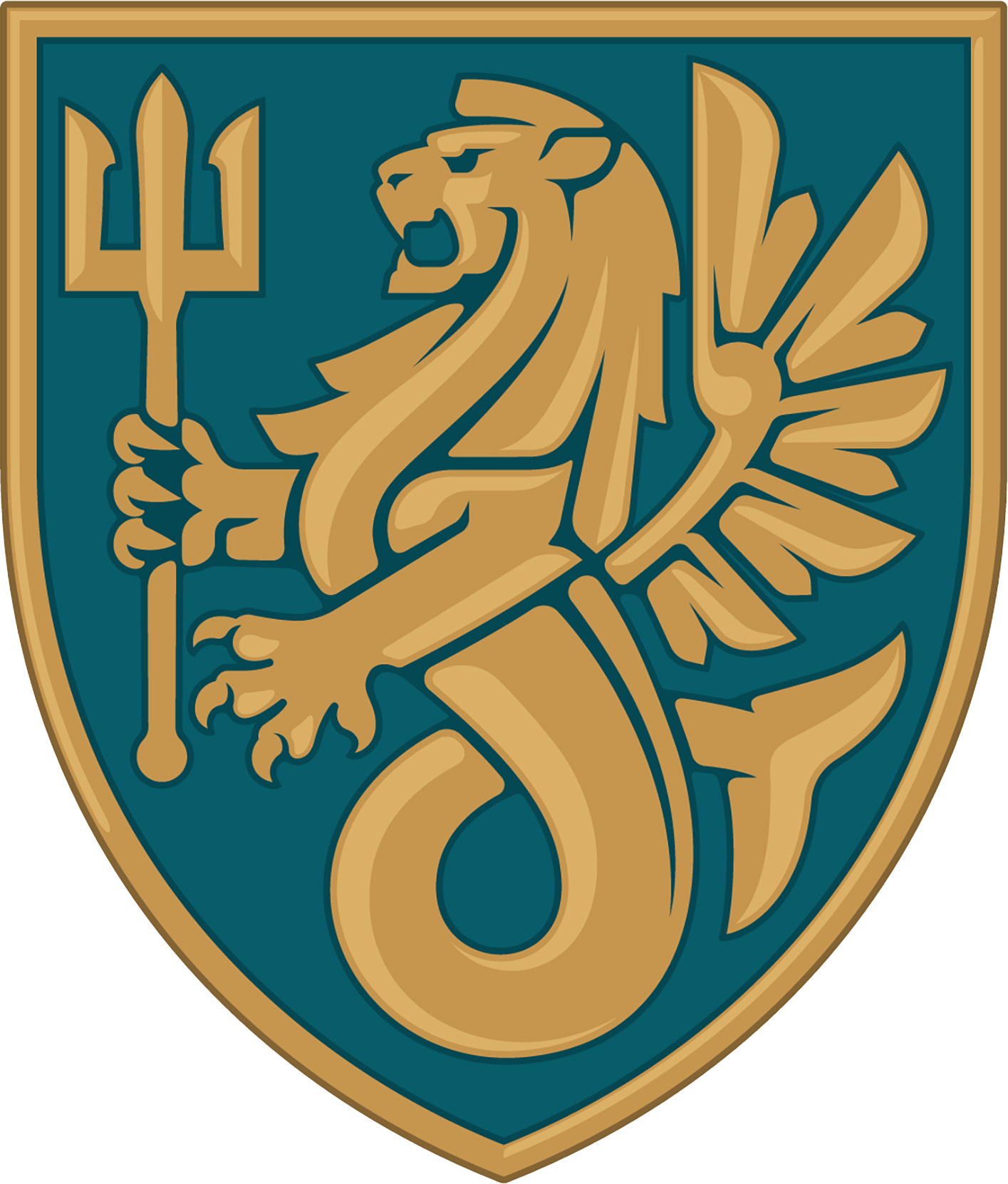
Insíginia da 37.ª Brigada de Fuzileiros Navais

A 37.ª Brigada de Fuzileiros Navais (unidade número A4548) é uma unidade militar que faz parte das Forças Armadas da Ucrânia. A brigada é subordinada à Infantaria Naval Ucraniana, que fazia parte da Marinha Ucraniana até 23 de maio de 2023.

## História
A Brigada foi formada em fevereiro de 2023 como parte de uma expansão da Infantaria Naval Ucraniana, que resultou na criação de outras quatro novas brigadas de fuzileiros navais. A 37.ª Brigada foi estabelecida a partir de um batalhão da 79.ª Brigada de Assalto Aéreo e de oficiais veteranos da 36.ª Brigada de Fuzileiros Navais. A unidade foi equipada com uma mistura de equipamentos novos fornecidos pelo Ocidente e estoques antigos soviéticos. Isso inclui veículos blindados Roshel Senators do Canadá, Mastiffs britânicos, AMX-10 RC franceses e artilharia autopropulsada e armas leves antigas soviéticas.
A unidade foi relatada pela primeira vez em combate ativo em Novodonetske, um assentamento na linha de frente no sul da região de Donetsk. Eles começaram a enfrentar o Batalhão Vostok da Milícia da RPD em 3 de junho. Sem apoio blindado, a Brigada utilizou uma intrincada rede de fogo de artilharia de cobertura para que seus transportes de tropas pudessem se aproximar das posições russas e facilitar os ataques, antes de retornar para além do alcance da artilharia russa. Devido a isso, a unidade lançou um avanço lento, mas consistente, na região durante a abertura da contraofensiva ucraniana de 2023.